# Eroberung vom Planet der Affen
Eroberung vom Planet der Affen (Originaltitel: Conquest of the Planet of the Apes; korrekte Übersetzung: Eroberung des Planeten der Affen) ist ein Science-Fiction-Film aus dem Jahr 1972 von J. Lee Thompson. Der Film stellt die Fortsetzung von Planet der Affen aus dem Jahr 1968, Rückkehr zum Planet der Affen aus dem Jahr 1970 und Flucht vom Planet der Affen aus dem Jahr 1971 dar.

## Handlung
Nordamerika im Jahr 1991: Zwanzig Jahre nach dem Tod der Schimpansen Cornelius und Zira ist deren Sohn (der nun Cäsar genannt wird) in der Obhut des Zirkusdirektors Armando erwachsen geworden. Damit niemand von seiner Existenz erfährt und alle weiterhin glauben, er wäre damals mit seinen Eltern gestorben, gibt es zwischen ihm und Armando ein Abkommen, in der Öffentlichkeit nicht zu sprechen und sich wie die primitiveren Affen zu bewegen.
Da vor acht Jahren aufgrund eines Virus innerhalb weniger Monate alle Hunde und Katzen starben, hielten sich die Menschen daraufhin als Ersatz für ihre ehemaligen Haustiere Menschenaffen, die sie sich aber immer mehr zu Dienstboten erzogen, was einer Sklavenhaltung gleichkommt.
Als Armando mit Cäsar durch die Stadt geht, um Plakate für seinen Zirkus zu verteilen, kann Cäsar die brutale Behandlung seiner Artgenossen nicht mehr ertragen und ruft unbedacht „Grausame menschliche Bestien!“ Obwohl Armando beteuert, dass er und nicht der Affe gesprochen habe, wird er vom Staatssicherheitsdienst in Haft genommen. Zuvor hatte er Cäsar jedoch noch in Sicherheit bringen können und ihm aufgetragen, sich unter seine Artgenossen zu mischen, falls er am Abend noch nicht zurück sei. Am Hafen, wo gerade neue Affen aus Übersee angeliefert werden, mischt sich Cäsar demzufolge unter eine Ladung Orang-Utans aus Borneo. Bei einer Auktion wird er von Gouverneur Breck ersteigert und der Kommandostelle zugeteilt.
Nachdem Armando mehrfach verhört worden ist, soll er nun abschließend seine Aussagen, er habe den Namen Cornelius nun erstmals gehört und sein Zirkusaffe könne nicht sprechen, durch den „Authentikator“ (ein Gerät, das die Menschen dazu zwingt, die Wahrheit zu sagen) verifizieren lassen. Da der Zirkusmann die Wahrheit nicht preisgeben möchte und sich nicht anders zu helfen weiß, springt er aus dem Fenster in den Tod. Als Cäsar davon erfährt, bringt das etwas in ihm zum Überkochen und bewirkt, dass er im Untergrund eine Revolte der Affen gegen die Menschen organisiert. So lässt er von anderen Affen Waffen, Munition und Gegenstände, die als Waffen verwendet werden können, einsammeln.
Gouverneur Breck lässt nun an alle Polizeistationen seine Schwarze Liste (im Original: Achilles list) verteilen, auf der alle Affen aufgeführt sind, die im letzten Jahr durch Ungehorsam aufgefallen waren. Diese sind umgehend ins Umschulungszentrum zu verbringen. Inzwischen hat ein Computer der Affenverwaltung die Fehlermeldung für die letzte Lieferung aus Borneo ausgegeben, da es auf dieser Insel gar keine Schimpansen gibt. Als Cäsar festgenommen werden soll, verhilft ihm der Regierungsbeamte MacDonald zur Flucht, doch wird der Schimpanse kurz darauf gefangen genommen und gefoltert, um sicherzugehen, dass es sich um den gesuchten sprechenden Affen handelt. Durch die Elektrofolter erreicht Gouverneur Breck schließlich, dass Cäsar spricht. Nach diesem Beweis wird die sofortige Tötung durch Elektrokution angeordnet, doch MacDonald hat in der Zwischenzeit den Strom abgestellt, und Cäsar täuscht seinen Tod vor. Nach seiner Flucht führt er die Revolution der Affen an.
Nach gewalttätigen Kämpfen mit den Sicherheitskräften erringen die Affen den Sieg, doch MacDonald und die Schimpansin Lisa können Cäsar davon überzeugen, dass das hemmungslose Ausleben ihrer Rachegelüste den Sieg der Affen und den Erfolg ihres Aufstandes zunichtemachen würden. Cäsar lässt daraufhin vorerst die Waffen niederlegen und das Töten stoppen, erklärt jedoch, dass die Menschen von nun an ihre Untergebenen seien und der heutige Tag die Geburt des „Planeten der Affen“ sei.

## Synchronisation
Die deutsche Synchronisation wurde von der Berliner Synchron GmbH erstellt. Dialogbuch führte Ruth Leschin, Dialogregie Dietmar Behnke.
| Rolle                   | Darsteller        | Deutsche Stimme    |
| ----------------------- | ----------------- | ------------------ |
| Cäsar                   | Roddy McDowall    | Andreas Mannkopff  |
| Gouverneur Breck        | Don Murray        | Michael Chevalier  |
| MacDonald               | Hari Rhodes       | Christian Brückner |
| Chefinspektor Kolp      | Severn Darden     | Wolfgang Völz      |
| Armando                 | Ricardo Montalbán | Gerd Martienzen    |
| Kommissionsvorsitzender | John Randolph     | Dietrich Frauboes  |
| Inspektor Hoskins       | H.M. Wynant       | Claus Jurichs      |

## Produktion

### Produktionsnotizen, Veröffentlichung
Die Dreharbeiten begannen am 31. Januar 1972. Innenaufnahmen wurden in den Fox-Studios gedreht, Außenaufnahmen in der damals gerade neu errichteten Wohn- und Geschäftsanlage Century City (Los Angeles) sowie an der University of California. Die Produktionskosten wurden auf 1,7 Millionen US-Dollar geschätzt.
Es handelt sich um den einzigen Film in der Planet-der-Affen-Reihe, der im Filmformat Todd-AO 35 produziert wurde. Kinostart in den USA war am 30. Juni 1972, in Deutschland am 10. August 1972. In den Kinos der USA spielte der Film rund 9 Millionen US-Dollar ein.

### Sonstiges
Ursprünglich war ein düsteres Ende für den Film vorgesehen. Cäsars Siegesrede sollte als militanter Aufruf zur Revolution dienen, an deren Ende Gouverneur Breck getötet werden sollte. Nachdem die Version in Testvorführungen nicht gut ankam, entschlossen sich Produzent Arthur P. Jacobs und 20th Century Fox dazu, den Schnitt des Films mit vorhandenem Bildmaterial nachträglich zu verändern und die Rede um eine erweiterte (versöhnliche) Ansprache mit der Stimme von Cäsar zu ergänzen. Regisseur Thompson berichtete auch davon, dass in einer ersten Testvorführung in Phoenix Mütter mit ihren Kindern aus der Vorführung liefen, da sie die blutigen Gewaltszenen nicht erwartet hatten. Auch schaffte es der Film in der ersten Version nicht, die gewünschte Einstufung der MPAA zu erhalten. Das Studio wollte aber, dass er wie die vorherigen Filme als Familienfilm eine unbeschränkte Freigabe erhielt, sodass man darauf drängte, gewalttätige Szenen zu entfernen. Das erst angestrebte G-Rating (general audiences) erhielt der Film allerdings nicht, sondern am Ende ein PG-Rating (parental guidance suggested), womit er der einzige Film in der fünfteiligen Planet-der-Affen-Reihe ist, der kein G-Rating erhielt. Bei den gewalttätigen Szenen der Affenrevolte orientierten sich Drehbuchautor Dehn und Regisseur Thompson an den Watts-Unruhen von 1965.
In dem Film Flucht vom Planet der Affen wird von Dr. Cornelius ein Affe namens Aldo beschrieben, der als erster Affe überhaupt das Wort „Nein“ ausgesprochen und die Rebellion gegen die Menschen angeführt habe. In diesem Film ist jedoch Cäsar als der Führer der Rebellion und erster sprechender Affe zu sehen (da er das Kind von den ebenfalls sprechenden Affen Dr. Zira und Dr. Cornelius aus der Zukunft ist), und der erste Affe nach Cäsar, der „Nein“ und somit das erste selbst erlernte Wort eines Affen überhaupt ausspricht, ist Lisa. Aldo ist hier nur ein Mitläufer bei der Rebellion und lernt erst nachfolgend (Die Schlacht um den Planet der Affen) zu sprechen.

## Kritiken
„Im vierten Teil des erfolgreichen Schimpansen-Serials proben die Affen den Aufstand gegen den faschistischen Gouverneur von Kalifornien. Was als originelle Variation der Zukunft begann, mündet in eine ärgerliche Anthologie perfider Onkel-Tom-Sprüche. Bevor der mit Abstand langweiligste Film der Serie in allgemeiner Rührseligkeit untergeht, demonstriert Routinier Thompson ein weiteres Mal, daß er noch immer keine Action-Szenen inszenieren kann.“

„Ein Durcheinander von sozialen, philosophischen, religiösen und klassenkämpferischen Motiven, in dürftiger Science-fiction-Manier mit völlig austauschbaren Bildern verkittet. (Vierter Teil der „Planet-der-Affen“-Reihe)“

## Fortsetzung
1973: Die Schlacht um den Planet der Affen